# YOLO

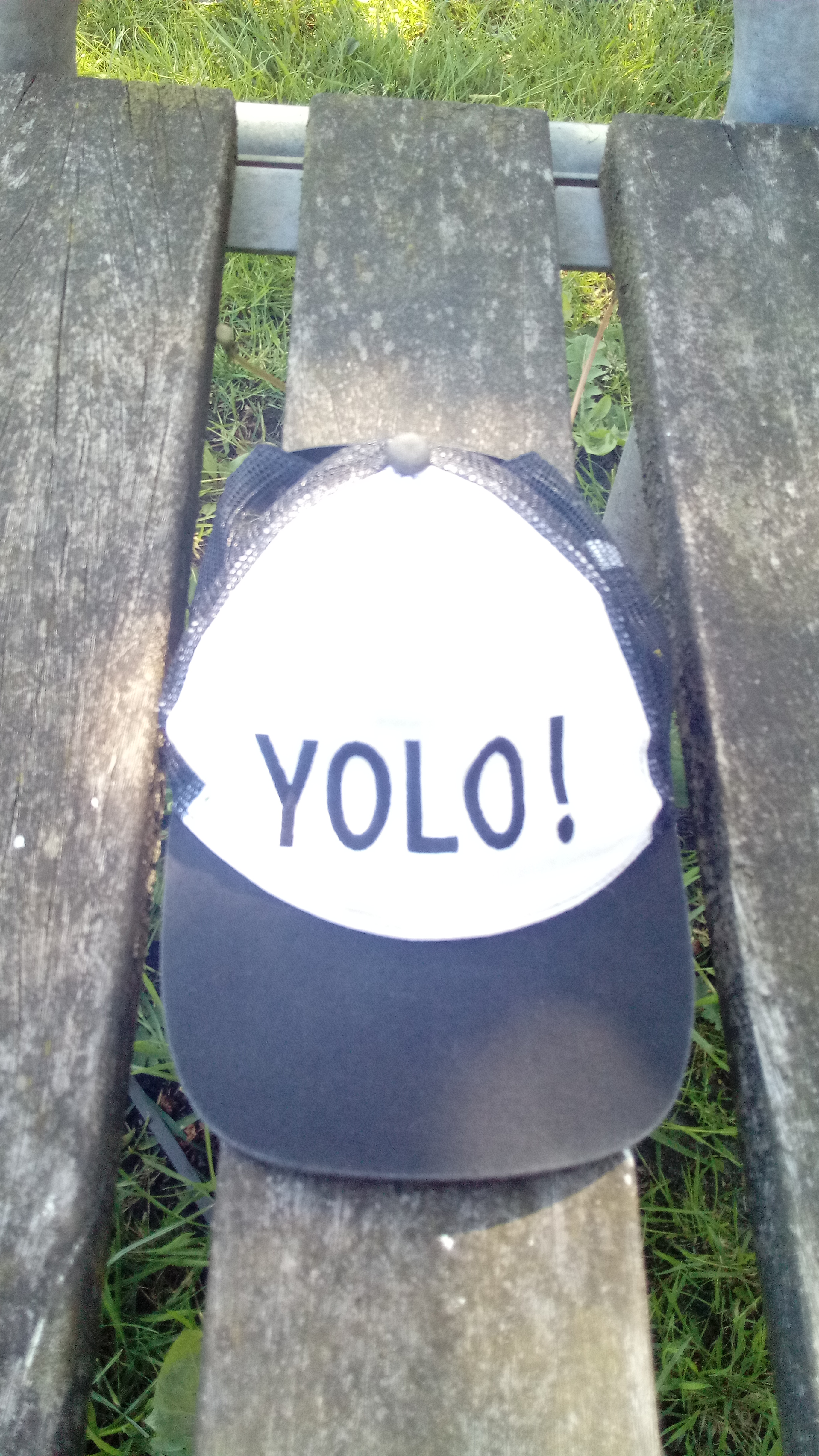
Una gorra con el texto "¡YOLO!" ("¡Sólo se vive una vez!") escrito en el pueblo de Oude Pekela en Groninger.

YOLO es un acrónimo en inglés de ''you only live once'' («solo vives una vez»), que implica que uno debe disfrutar la vida, aunque implique tomar riesgos. La frase y el acrónimo son utilizados en la cultura de los jóvenes y en la música, ambas se popularizaron en el año 2011 con la canción «The Motto», del rapero canadiense Drake.

## Historia
La frase "you only live once" es comúnmente atribuida a Mae West, pero las variaciones de la frase han estado en uso por más de 100 años con el ya entonces (equivalente  alemán de la frase) "uno vive solo una vez en el mundo" por Johann Wolfgang von Goethe en su obra de teatro Clavijo en 1774 y el nombre de un vals Man lebt nur einmal! ("¡Solo vives una vez!") de Johann Strauss II en 1855.
Un restaurante en Fort Lauderdale, Florida, posee una marca con la frase "YOLO" en el contexto del negocio del yogur helado desde 2010.

## Uso en la música y utilización cronológica
La frase se ha usado muchas veces en la música por muchos años. Fue utilizada por The Strokes en su canción "You Only Live Once" que fue publicada en su álbum First Impressions of Earth el 3 de enero de 2006. El eslogan fue utilizado por el dúo pop Unsolved Mysteries con su canción titulada "You Only Live Once", que fue lanzado en el episodio 7 del show americano Skins (Episodio 7 estrenado el 28 de febrero de 2011). Fue también usado en la banda americana de deathcore Suicide Silence con su canción  "You Only Live Once", que apareció en su álbum The Black Crown el 26 de julio de 2011. Fue popularizada después por el rapero Drake, quien planeó publicar una mixtape titulada YOLO junto con Rick Ross. Para promover esta mezcla, "YOLO" fue mencionada prominentemente en muchas de sus pistas como en "The Motto", publicada el 29 de noviembre de 2011, con el objetivo de promover la cinta. Este uso ha elevado la palabra en importancia y uso común y coloquial. A fines de 2012, Drake expresó el deseo de obtener regalías  por el uso de "YOLO" debido a la proliferación y promoción produciendo la frase y las letras de su canción, que ha sido comúnmente vista en tiendas como Walgreens y Macy's, pero él no posee una marca con la palabra.
La revista de hip-hop Da South reportó que el rapero Lecrae ha deconstruido  la frase "YOLO" en su canción "No Regrets."
La popular banda de comedia The Lonely Island publicó una canción titulada "YOLO" parodiando a la frase y la gente que la dice. "YOLO" con el cantante Adam Levine y el rapero Kendrick Lamar. La canción ha estado en la tabla en muchos países incluyendo el n.º 60 en el Billboard Hot 100.
El eslogan fue usado después en una canción titulada "Froyo YOLO" de la serie original de Disney Channel, Liv & Maddie.

En 2025, la cantante Marina Diamandis hace referencia al término en su canción Cuntissimo, parodiando como pasó de moda: "do people still say YOLO?"

## En la cultura joven
La frase ha circulado en la cultura joven. Por ejemplo, en una gran broma en una escuela en Chicago, Illinois los estudiantes de esa preparatoria cantaban la frase "YOLO". Muchas personas han pintado en las paredes la frase "YOLO". Esta palabra se ha convertido en un hashtag muy popular en Twitter. Muchos jóvenes han dicho que esa palabra es su lema, y el actor Zac Efron tiene un tatuaje con ese acrónimo. La frase y el acrónimo son usadas en el marketing  utilizado por adolescentes en playeras y gorras.

## Crítica
Los medios de comunicación en línea incluyendo a The Washington Post y The Huffington Post describen a YOLO como "el más nuevo acrónimo que todos van a amar odiar" y como "bobo". La palabra ha sido criticada por su uso en conjunto con su temerario comportamiento, más notable en una publicación de Twitter del aspirante a rapero Ervin Mckinness, que anterior a su muerte escribió en estado de ebriedad conduciendo a 193km/h: "drunk af going 120 driffting corners #fuckit YOLO".
En el intro de "Saturday Night Live", el 19 de enero de 2014, Drake se disculpó por la frase, diciendo que no tenía idea que se iba a convertir en algo grande.